# Ali Dáji
Ali Dáji (perzsa nyelven علی دایی – Ali Dâyi, nyugati átírásban Ali Daei, Ardabíl, 1969. március 21. –) iráni labdarúgó, edző.

## Pályafutása

### A válogatottban
A válogatottban szerzett 109 góljával sokáig ő volt a világ legeredményesebb labdarúgója válogatott szinten, azonban ezt a rekordját 2021. szeptember 1-jén Cristiano Ronaldo megdöntötte.

## Sikerei

### Klubcsapatban
- UEFA-bajnokok ligája ezüstérem: 1 
  - 1999, Bayern München
- Német bajnok: 1
  - 1998/99, Bayern München
- Iráni bajnok: 2
  - 1995/96, Persepolis
  - 2006/07, Szájpá
- Német labdarúgó-ligakupa: 1
  - 1999, Bayern München
- Iráni labdarúgókupa: 1
  - 2004/05, Saba Battery
- Iráni labdarúgó-szuperkupa:1
  - 2005